# Ryan Seacrest
Ryan John Seacrest (Dunwoody, DeKalb megye, Georgia, 1974. december 24.) amerikai médiaszemélyiség, producer. A Live with Kelly and Ryan című talk show egyik műsorvezetője. Ezek mellett több televíziós és rádiós műsort is vezet, például az American Idolt, az American Top 40-t és az On Air with Ryan Seacrestet.
2006-ban a Dick Clark's New Year's Rockin' Eve társ-műsorvezetője és vezető producere lett. Dick Clark 2012-ben bekövetkezett halála után folytatta a műsort. 2017. május 1-jén lett a Live with Kelly and Ryan társ-műsorvezetője.
Az American Idol műsorvezetőjeként többször is jelölték Emmy-díjra. 2010-ben meg is nyerte a díjat a Jamie Oliver's Food Revolution miatt, 2012-ben pedig jelölték a díjra. 2018-ban a Live with Kelly and Ryan műsorvezetőjeként jelölték Emmy-díjra a "kiemelkedő műsorvezető" kategóriában.

## Élete
1974. december 24-én született Atlantában, Constance Marie és Gary Lee Seacrest gyermekeként. Anyja elmondása szerint "Ryan nem cowboyokkal vagy indiánokkal vagy katonákkal játszott, hanem műsorosat játszott a kis mikrofonjával."
14 éves korában a Dunwoody High Schoolba járt. 16 éves korában gyakornok lett a 94.1 WSTR rádiónál, ahol Tom Sullivan volt a mentora. Egészen 1992-ig dolgozott a WSTR-nál; ugyanis ebben az évben érettségizett. Ezt követően a Georgiai Egyetemen folytatta tanulmányait. Műsorát egy helyi rádióállomásnál folytatta. 19 éves korában kilépett az egyetemről és Hollywoodba költözött.

## Magánélete
Két évig Sara Jean Underwood modellel járt; kapcsolatuk azonban hullámzó volt. Ezt a Howard Stern Show-ban fedte fel.
2010 áprilisában Julianne Hough-val kezdett randevúzni. 2013. március 15-én szakítottak.
2017-ben Shayna Taylor modell lett a partnere, azonban 2020 nyarán bejelentették, hogy szakítanak.
2017. november 17-én bejelentették, hogy nyomozást indítottak ellene, ugyanis az E! tévécsatorna egyik stylistja szexuális zaklatással vádolta. Seacrest tagadta a vádat. 2018. február 1-jén az Associated Press értesülései szerint a nyomozás befejeződött, mivel nem találtak bizonyítékot arra, hogy Seacrest ezt tette volna.